# 테오필로 스파소예비치
테오필로 스파소예비치(세르비아어: Теофило Спасојевић, Teofilo Spasojević, 1909년 1월 21일~1970년 2월 28일)는 세르비아의 전직 축구 선수이다. 선수 시절 포지션은 수비수였으며 유고슬라비아 왕국 국가대표팀에서 활동했다.

## 생애
SK 유고슬라비야 유소년팀에서 축구 선수 경력을 시작했고 1929년부터 1935년까지 유고슬라비야 1군에서 활동했다. 그는 당시 밀루틴 이브코비치와 함께 활동했고 구단에서 총 110번 출장했다.
1928년 5월 6일 베오그라드에서 열린 유고슬라비아 왕국 축구 국가대표팀과 루마니아 왕국 축구 국가대표팀과의 경기에서 유고슬라비아 왕국 대표팀에 데뷔했고 해당 경기에서 3대 1로 승리했다. 그는 1930년 FIFA 월드컵 직후 1930년 8월 3일 부에노스아이레스에서 진행된 유고슬라비아 왕국이 아르헨티나에 1대 3으로 패배한 친선 경기에서 대표팀에서의 마지막 경기를 가졌다.
스파소예비치는 은퇴 후 베오그라드 법학대학에 입학했고 법학 학위를 취득했다. 그는 1970년 61세의 나이로 사망했다.